# Fausto Amodei
Fausto Amodei (Torino, 18 giugno 1934) è un cantautore ed ex politico italiano.

## Biografia
Inizia a studiare la fisarmonica da giovanissimo, passando poi al pianoforte e, infine, alla chitarra. Studia e si diploma presso il liceo Alfieri, a Torino, per poi laurearsi in Architettura al Politecnico di Torino. Allo stesso tempo continua la pratica musicale e inizia la sua attività politica nel movimento laico di sinistra Unità Popolare, fondato da Ferruccio Parri; nel 1968 diverrà anche deputato del Partito Socialista Italiano di Unità Proletaria.
Il nome di Fausto Amodei è legato indissolubilmente a quello del gruppo dei Cantacronache, da lui fondato a Torino nel 1958 assieme a Michele Straniero, Giorgio De Maria, Margot, Emilio Jona, Sergio Liberovici, e al quale contribuirono e collaborarono anche letterati e poeti del calibro di Italo Calvino, Umberto Eco e Franco Fortini: il loro intento era quello di scrivere canzoni che si staccassero dagli standard dell'epoca, basati su melodie facili e testi d'amore, trattando anche tematiche politiche o d'attualità: è così che Amodei compose canzoni quali Il tarlo, feroce critica dell'economia capitalistica, La zolfara, cronaca di un incidente in miniera scritta insieme da Amodei e Straniero portata al successo da Ornella Vanoni nel 1961 o ancora Qualcosa da aspettare, riproposta poi nel 1964 da Enzo Jannacci.
Tra le sue caratteristiche, che lo distinguono dagli altri membri del gruppo, l'uso dell'ironia e della satira, mediati certamente da Georges Brassens: infatti, sul finire degli anni cinquanta, Amodei scopre il repertorio del grande cantautore francese, che in seguito ispirerà la prima produzione di Fabrizio De André; è per lui un'autentica folgorazione, e decide di tradurre diverse canzoni di Brassens in lingua piemontese, traduzioni che in seguito saranno definite da Brassens stesso, assieme a quelle in milanese di Nanni Svampa e di Beppe Chierici, come tra le migliori mai eseguite in ogni idioma (ricordiamo che Brassens, di madre lucana, era capace di intendere piuttosto bene l'italiano).
Nel 1960, in occasione dei moti popolari contro il governo di Fernando Tambroni che coinvolsero molte città italiane con scontri sanguinosi, morti e feriti, scrive la sua canzone più famosa, Per i morti di Reggio Emilia, ancora conosciutissima ed eseguita in occasione di manifestazioni operaie e studentesche. La canzone è stata anche interpretata e registrata da Maria Carta, Milva, dagli Stormy Six e dai Modena City Ramblers. Il gruppo musicale CCCP Fedeli alla linea ha intitolato l'EP del 1985 Compagni, cittadini, fratelli, partigiani, traendo il titolo dal verso iniziale di Per i morti di Reggio Emilia.
Nel 1964, la sua canzone Qualcosa da aspettare viene inclusa nello spettacolo 22 canzoni di Enzo Jannacci e registrata nell'album Enzo Jannacci in teatro. Un'altra sua canzone, La marcia della pace, viene incisa nel 1964 da Maria Monti, nell'album Le canzoni del no (pubblicato da I Dischi del Sole), che viene sequestrato in tutta Italia proprio a causa di questa canzone (scritta da Amodei in collaborazione con Franco Fortini), i cui versi "E se la patria chiama, lasciatela chiamare" vengono giudicati come sovversivi, in quanto invito all'obiezione di coscienza.
Nel 1972 incide l'album Se non li conoscete: la canzone omonima è una feroce satira sul Movimento Sociale Italiano; sempre nello stesso anno collabora con Donatella Moretti, per cui scrive una canzone dell'album Conto terzi, Per troppo amore. Nel 1974 incide l'album L'ultima crociata, la cui prima facciata è interamente dedicata al referendum sul divorzio. Tra le canzoni si segnala Al referendum rispondiamo NO, che sarà oggetto di numerose imitazioni nelle campagne elettorali per i referendum successivi. Sarà la sua ultima incisione per oltre trent'anni.
In quegli anni, collabora anche al Nuovo Canzoniere Italiano di Ivan Della Mea e Giovanna Marini e incide per I Dischi del Sole. Dalla collaborazione con il gruppo bolognese Canzoniere delle Lame nasce il disco Il prezzo del mondo. Nel 1975 riceve il Premio Tenco; l'anno successivo compone una cantata per sei strumenti e quattro voci intitolata Il Partito, ispirata alle memorie politiche di Camilla Ravera. Nel 1983 collabora con Raffaella De Vita per lo spettacolo antimilitarista Gli allegri macellai. Si defila poi dall'attività musicale attiva fino alla fine del 2005, quando pubblica un nuovo album, intitolato con ironia Per fortuna c'è il cavaliere, e in cui riprende i concerti. Anni dopo, nel 2020 scrive il testo della canzone Scherza coi santi, cantata da Malva. Nel 2021, in occasione del centenario della nascita del Partito Comunista Italiano, dalla partitura originale della sua cantata del 1976 Il Partito è stato tratto uno spettacolo, per  la concertazione di Giovanna Marini e l’esecuzione del Coro Inni e Canti di Lotta della Scuola Popolare di Musica di Testaccio di Roma diretto da Sandra Cotronei.
Nel 2021, intervistato dagli studenti dell'Unione Rivoluzionaria Studentesca, parlando della sua scelta di trasmettere l'impegno politico tramite le canzoni ha dichiarato che "L’idea di utilizzare la canzone come strumento di comunicazione politica è nata: prima dall’aver allargato i miei interessi musicali dalla sola musica classica alla musica popolare ed alla canzone sia popolare che d’autore, poi dall’esperienza di Cantacronache" con cui ha partecipato a ricerche, esecuzioni ed incisioni dei canti anarchici, socialisti e comunisti del vasto repertorio del Canto Sociale, non solo italiano ma anche francese, spagnolo, nord e sud-americano.

## Citazioni e omaggi
- Il cantautore Francesco Guccini più volte, in interviste e in libri,  ha citato Amodei tra gli autori che lo hanno influenzato di più.[10]

## Discografia

### Album
- 23 settembre 1971 - Cantacronache 3 (Albatros, VPA 8125)
- 1972 - Se non li conoscete (I Dischi del Sole, DS 1021/23)
- 1974 - L'ultima crociata (I Dischi del Sole, DS 1042/44)
- 2005 - Per fortuna c'è il cavaliere (Block Nota, BN 502)
- 2021 - Fausto Amodei canta Georges Brassens

### EP
- 19 novembre 1963 - Il barone e la pastora (Dischi Ricordi, DRF 1; serie Folklore nel mondo)
- 1963 - Le canzoni di Fausto Amodei 1 (DNG, FA-g 0111 - DNG GEP 80001)
- 1963 - Le canzoni di Fausto Amodei 2 (DNG, GEP 80002)
- 1965 - Canzoni didascaliche (I Dischi del Sole, DS 41)

### 78 giri
- 1958 - La gelida manina (78 giri  C.d.L. di Torino - Fuori commercio)

### Singoli
- 1964 - Il tarlo/Il gallo(DNG, GNA-NP 79011)
- 1964 - Lettera dalla caserma/Una vita di carta (DNG, GNA-NP 79012)
- 1969 - Sciopero interno/Nei reparti della FIAT (I Dischi del Sole, DS 210)